# Siphonaria atra
Siphonaria atra is een slakkensoort uit de familie van de Siphonariidae. De wetenschappelijke naam van de soort is voor het eerst geldig gepubliceerd in 1833 door Quoy & Gaimard.

## Synoniemen
Door WORMS worden de volgende soorten als aparte soorten genoemd:
- Mestosiphon eumelas Iredale, 1940
- Mallorisiphon oppositus Iredale, 1940

ITIS geeft ze aan als synoniem.